# Annabelle 3
Annabelle 3 (Annabelle Comes Home) è un film del 2019 scritto e  diretto da Gary Dauberman.
Si tratta del terzo film della serie di Annabelle e il settimo capitolo dell'universo di The Conjuring, e in questa pellicola Vera Farmiga e Patrick Wilson ritornano a vestire i panni dei demonologi Ed e Lorraine Warren, e Mckenna Grace veste i panni della loro figlia, Judy Warren.
Il film, distribuito negli Stati Uniti il 26 giugno 2019, è stato dedicato a Lorraine Warren, deceduta il 18 aprile dello stesso anno. Ha ricevuto recensioni contrastanti dalla critica e ha incassato 225 milioni di dollari in tutto il mondo.

## Trama
1968. Dopo le dichiarazioni di due infermiere, Debbie e Camilla, riguardo al fatto che la bambola Annabelle aveva spesso comportamenti violenti nel loro appartamento, i demonologi Ed e Lorraine Warren portarono la malvagia bambola a casa loro. La bambola viene rinchiusa in una teca di vetro sacra nella stanza degli artefatti della coppia e benedetta da padre Gordon per assicurarsi che il male rimanga lì contenuto.
4 anni dopo, un anno dopo gli eventi della famiglia Perron, Ed e Lorraine accolgono a casa Mary Ellen, incaricata di fare da babysitter alla figlia Judy, in quanto loro passeranno la notte fuori per indagare su un altro caso. Dopo aver fatto la spesa al supermercato insieme alla sua amica Daniela e aver parlato con la sua cotta Bob Palmeri, Mary Ellen inizia a preparare una torta per il compleanno di Judy. Daniela nel frattempo cerca di convincere Mary Ellen a invitarla presso la casa dei Warren. Daniela, che è curiosa di parlare con i morti dopo la scomparsa di suo padre, dà un paio di pattini a rotelle a Judy come regalo di compleanno e le dice di andare a fare un giro dell'isolato con Mary Ellen. Mentre sono via, Daniela cerca di entrare nella stanza degli artefatti, ma la trova chiusa a chiave.
La ragazza, cercando nell'ufficio della casa dei Warren, trova le chiavi della stanza degli artefatti e vi entra, cominciando a toccare tutto cercando di contattare il suo defunto padre. Daniela è particolarmente attratta dalla teca di vetro contenente la bambola maledetta Annabelle, che cerca di comunicare con lei. Nonostante il cartello vieti espressamente di aprirla, la ragazza apre la teca incuriosita ma, uscendo dalla stanza, la dimentica aperta, liberando gli altri spiriti maligni rinchiusi nella stanza, come il Traghettatore, la Sposa, un'armatura da samurai maledetta, un gioco da tavolo demoniaco, ovvero il Feeley Meeley, e un licantropo, che iniziano ad attaccare le ragazze. Dopo che Bob arriva e chiede a Mary Ellen di uscire per un appuntamento, viene attaccato dal licantropo e si nasconde nel pollaio del cortile dei Warren. Mary Ellen viene invece attaccata e trascinata dal Traghettatore, mentre Judy viene messa di fronte ad Annabelle nella sua camera da letto.
Quando Daniela va a restituire la chiave della stanza degli artefatti, rimane intrappolata nella stanza e tormentata da un giocattolo di scimmia e da una vecchia televisione in grado di prevedere il prossimo futuro: qui una Daniela futura, insanguinata e urlante, appare sullo schermo dopo aver risposto a un telefono maledetto. Quando la vera Daniela arriva a rispondere al telefono, Judy e Mary Ellen, che sono fuggite dagli spiriti che le stavano attaccando, si precipitano dentro e impediscono a Daniela di farlo. Il trio alla fine scappa dalla stanza degli artefatti dopo che Annabelle li ha terrorizzati di nuovo. Judy spiega che devono rinchiudere Annabelle nella sua teca, cosicché gli altri spiriti cesseranno di vagare nel mondo dei vivi. Quando cercano di recuperare la bambola, Daniela viene attaccata e posseduta dalla Sposa e inizia ad attaccare Mary Ellen. Alla fine, Judy e Mary Ellen trovano la bambola dopo che lo spirito del prete, facendo da guardiano di Judy, mostra loro la strada. Daniela si riprende quando Judy proietta il filmato di Ed di un esorcismo e aiuta Judy e Mary Ellen a recuperare la bambola. Così le ragazze giungono nella stanza degli artefatti, nella quale Judy viene attaccata dal demone nero della bambola, e salvata da Mary Ellen e Daniela, che riescono a rimettere Annabelle a posto. Dopo che la teca della bambola è stata chiusa, i demoni si fermano e tornano al loro sonno. Il trio si ricongiunge anche con Bob, che è sopravvissuto agli attacchi del lupo mannaro.
La mattina dopo, Ed e Lorraine ritornano e il terzetto gli racconta le loro difficoltà. Daniela si scusa con Lorraine, ma la donna sa che le sue azioni sconsiderate sono state il risultato del suo desiderio di contattare il defunto padre. Lorraine racconta allora a Daniela di un messaggio che ha ricevuto da lui, restituendole l'immagine di suo padre che Daniela aveva inserito in un braccialetto infestato. Le due si ricongiungono con gli altri per unirsi alle celebrazioni della festa di compleanno di Judy insieme a tutti i suoi amici.

## Produzione
All'inizio di aprile 2018, la Warner Bros. annunciò il 3 luglio 2019 come data di uscita per un nuovo film senza titolo nel franchise di Conjuring Universe. Più tardi quel mese, è stato annunciato che il film sarebbe stato un altro episodio della serie Annabelle, con Gary Dauberman che ha firmato per scrivere e dirigere il film nel suo debutto alla regia, basato su un trattamento narrativo scritto da Dauberman, James Wan e Peter Safran co-produrranno il progetto.
Durante il Comic-Con di San Diego del 2018, James Wan e Peter Safran hanno rivelato che gli eventi del film si sarebbero svolti dopo Annabelle e si sarebbero concentrati sulla bambola dopo che era stata custodita nella vetrina del museo dei Warrens. Gary Dauberman lo confermò successivamente affermando che il film si svolgerà poco dopo l'inizio di The Conjuring in cui viene introdotto il personaggio titolare, ma anche prima di molti degli eventi della prima puntata del franchise.
Il 5 settembre 2018, Michael Burgess è stato assunto come direttore del film. Il 30 marzo 2019, Kirk Morri fu assunto come editore del film.
Alla fine di settembre del 2018, Mckenna Grace è stata scelta nel film come Judy Warren, la figlia di 10 anni della Warrens, e Madison Iseman come una delle baby-sitter di Judy. A ottobre, Katie Sarife si è unita al cast. Nello stesso mese, è stato annunciato che Patrick Wilson e Vera Farmiga avrebbero ripreso i loro ruoli come Ed e Lorraine Warren.
La produzione è iniziata il 17 ottobre 2018 a Los Angeles. Il 7 dicembre 2018, Patrick Wilson annunciò che aveva finito le riprese delle sue scene. Le riprese si sono concluse ufficialmente il 14 dicembre 2018. Nel febbraio 2019, Joseph Bishara, che ha composto la musica di The Conjuring, Annabelle, The Conjuring 2 e The Curse of La Llorona, ha rivelato di aver composto la musica per il film.

## Promozione
Il 15 marzo 2019, New Line Cinema ha pubblicato un teaser che ha rivelato il titolo ufficiale del film. Il primo trailer fu pubblicato il 30 marzo 2019. Un secondo trailer fu pubblicato il 28 maggio 2019.

## Distribuzione
Divieti
Negli USA è stata classificata "R"-Restricted, ovvero vietato ai minori di 17 anni "per orrore di violenza e terrore".
In Italia non c'è stata nessuna classificazione di età.
La pellicola è stata distribuita nelle sale cinematografiche statunitensi a partire dal 26 giugno 2019 e in quelle italiane dal 3 luglio.

## Accoglienza

### Incassi
A partire dal 7 luglio 2019, Annabelle Comes Home ha incassato 50,2 milioni negli Stati Uniti e in Canada, e 84,6 milioni in altri territori, per un totale mondiale di 134,8 milioni.
Negli Stati Uniti e in Canada, il film è stato proiettato al lordo di 30-35 milioni da 3.587 sale nei suoi primi cinque giorni. Ha guadagnato 7,2 milioni nel suo primo giorno, compresi 3,5 milioni dalle anteprime di martedì sera, il terzo miglior totale di qualsiasi rata Conjuring. Ha quindi guadagnato 3,6 milioni il suo secondo giorno di rilascio per un totale di due giorni di 10,8 milioni. Ha debuttato a 20,3 milioni, finendo secondo al botteghino dietro a Toy Story 4 e segnando l'inizio più basso di qualsiasi film di Conjuring. Nel suo secondo fine settimana il film ha perso il 52% e ha incassato 9,8 milioni, terminando quinta.

### Critica
Nel sito di aggregazione di recensioni Rotten Tomatoes, il film ha una valutazione di approvazione del 65% sulla base di 144 recensioni, con un voto medio di 5,9/10. Il consenso critico del sito dice: "Divertente per i fan, anche se non è così spaventoso come alcuni dei suoi predecessori, Annabelle Comes Home suggerisce che c'è ancora un po 'di vita nella franchigia di Conjuring ". Metacritic, che utilizza una media pesata, ha assegnato al film un punteggio di 53 su 100, basato su 33 critici, indicando "recensioni miste o medie". Le audience intervistate da CinemaScore hanno dato al film un voto medio di "B-" su una scala da A + a F, mentre quelle su PostTrak gli ha dato una media di 2,5 su 5 stelle e un 42% di "consiglio preciso".

## Sequel
Pur avendo concepito Annabelle come una trilogia, lo sceneggiatore e regista Gary Dauberman si è detto aperto alla possibilità di produrre ulteriori capitoli. Secondo il sito We Got This Covered, Annabelle 4 sarebbe nelle prime fasi di sviluppo, ma non è ancora stata data una conferma ufficiale della notizia.